# Колімаґі
Колімаґі (пол. Kolimagi) — село в Польщі, у гміні Кольно Кольненського повіту Підляського воєводства.
Населення — 91 особа (2011).
У 1975-1998 роках село належало до Ломжинського воєводства.

## Демографія
Демографічна структура станом на 31 березня 2011 року:
|          | Загалом | Допрацездатний вік | Працездатний вік | Постпрацездатний вік |
| -------- | ------- | ------------------ | ---------------- | -------------------- |
| Чоловіки | 42      | 7                  | 28               | 7                    |
| Жінки    | 49      | 14                 | 25               | 10                   |
| Разом    | 91      | 21                 | 53               | 17                   |